# Agonopterix
Agonopterix é um género de insectos lepidópteros, nomeadamente de traças, pertencente à superfamília Gelechioidea. O posicionamento do género é disputado, podendo ser colocada na subfamília Depressariinae, que muitas vezes é, particularmente em classificações mais antigas, considerada uma família distinta, Depressariidae ou incluída na família Elachistidae, mas actualmente parece pertencer à família Oecophoridae.

## Portugal
Em Portugal, segundo a base de dados Fauna Europaea, estão representadas as seguintes espécies:
- Agonopterix alstromeriana
- Agonopterix arenella
- Agonopterix assimilella
- Agonopterix chironiella
- Agonopterix ferulae
- Agonopterix fruticosella
- Agonopterix heracliana
- Agonopterix liturosa
- Agonopterix mendesi
- Agonopterix nanatella
- Agonopterix nervosa
- Agonopterix nodiflorella
- Agonopterix ocellana
- Agonopterix perezi
- Agonopterix purpurea
- Agonopterix rotundella
- Agonopterix rutana
- Agonopterix scopariella
- Agonopterix subpropinquella
- Agonopterix thapsiella
- Agonopterix umbellana
- Agonopterix vendettella
- Agonopterix yeatiana

## Espécies
- Agonopterix abditella
- Agonopterix abjectella
- Agonopterix acerbella
- Agonopterix acuta
- Agonopterix adspersella
- Agonopterix agyrella
- Agonopterix albidana
- Agonopterix albidella
- Agonopterix alpigena
- Agonopterix alstroemerella
- Agonopterix alstroemeri
- Agonopterix alstroemeriana
- Agonopterix alstroemeriella
- Agonopterix alstroemiana
- Agonopterix alstromeriana
- Agonopterix altricornella
- Agonopterix amanthicella
- Agonopterix amasina
- Agonopterix amilcarella
- Agonopterix amissella
- Agonopterix amyridella
- Agonopterix amyrisella
- Agonopterix angelicella
- Agonopterix anglicella
- Agonopterix annexella
- Agonopterix antennariella
- Agonopterix anthriscella
- Agonopterix anticella
- Agonopterix aperta
- Agonopterix applana
- Agonopterix applanella
- Agonopterix archangelicella
- Agonopterix arctica
- Agonopterix arcuella
- Agonopterix arenella
- Agonopterix argillacea
- Agonopterix aridella
- Agonopterix arnicella
- Agonopterix aspersella
- Agonopterix assimilella
- Agonopterix astrantiae
- Agonopterix athamanticella
- Agonopterix atomella
- Agonopterix atrella
- Agonopterix atricornella
- Agonopterix atrodorsella
- Agonopterix autocnista
- Agonopterix babaella
- Agonopterix bakriella
- Agonopterix baleni
- Agonopterix banatica
- Agonopterix bipunctifera
- Agonopterix bipunctosa
- Agonopterix blacella
- Agonopterix blackmori
- Agonopterix boicella
- Agonopterix broennoeensis
- Agonopterix brönnoeensis
- Agonopterix cachritis
- Agonopterix cadurciella
- Agonopterix cajonensis
- Agonopterix callosella
- Agonopterix calycotomella
- Agonopterix canadensis
- Agonopterix canuflavella
- Agonopterix caprella
- Agonopterix capreolella
- Agonopterix carduella
- Agonopterix cervariella
- Agonopterix chaetosoma
- Agonopterix characterella
- Agonopterix chironella
- Agonopterix chironiella
- Agonopterix chrautis
- Agonopterix cicutella
- Agonopterix ciliella
- Agonopterix cinerariae
- Agonopterix clarkei
- Agonopterix clausulata
- Agonopterix clemensella
- Agonopterix cnicella
- Agonopterix coenosella
- Agonopterix comitella
- Agonopterix communis
- Agonopterix compacta
- Agonopterix contaminella
- Agonopterix conterminella
- Agonopterix corichroella
- Agonopterix costaemaculella
- Agonopterix costimacula
- Agonopterix costimaculella
- Agonopterix costosa
- Agonopterix cotoneastri
- Agonopterix crassiventrella
- Agonopterix cratia
- Agonopterix crispella
- Agonopterix crypsicosma
- Agonopterix crypsiptila
- Agonopterix cuillerella
- Agonopterix curvilineella
- Agonopterix curvipunctosa
- Agonopterix cyclas
- Agonopterix cynarivora
- Agonopterix cyrniella
- Agonopterix dammersi
- Agonopterix deliciosella
- Agonopterix deltopa
- Agonopterix demissella
- Agonopterix deplanella
- Agonopterix depressella
- Agonopterix depunctella
- Agonopterix dideganella
- Agonopterix dimorphella
- Agonopterix discognitella
- Agonopterix divergella
- Agonopterix doronicella
- Agonopterix dryadoxena
- Agonopterix dryocrates
- Agonopterix dumitrescui
- Agonopterix echinopanicis
- Agonopterix echinopella
- Agonopterix elbursella
- Agonopterix encentra
- Agonopterix epicachritis
- Agonopterix epichersa
- Agonopterix epirigidella
- Agonopterix erythrella
- Agonopterix esterella
- Agonopterix eupatoriiella
- Agonopterix exquisitella
- Agonopterix farsensis
- Agonopterix fernaldella
- Agonopterix ferocella
- Agonopterix ferulae
- Agonopterix feruliphila
- Agonopterix flavella
- Agonopterix flavicomella
- Agonopterix flavosa
- Agonopterix fruticosella
- Agonopterix funebrella
- Agonopterix furvella
- Agonopterix fusca
- Agonopterix fusciterminella
- Agonopterix fuscovenella
- Agonopterix galbella
- Agonopterix gelidella
- Agonopterix genistella
- Agonopterix gilvella
- Agonopterix glabrella
- Agonopterix glyphidopa
- Agonopterix graecella
- Agonopterix grammotopa
- Agonopterix granulosella
- Agonopterix hamriella
- Agonopterix heracleana
- Agonopterix heracleella
- Agonopterix heraclella
- Agonopterix heracliana
- Agonopterix heracliella
- Agonopterix hesphoea
- Agonopterix hilarella
- Agonopterix himmighofenella
- Agonopterix hippomarathri
- Agonopterix hirondinella
- Agonopterix hirundinella
- Agonopterix huebneri
- Agonopterix humerella
- Agonopterix hyperella
- Agonopterix hypericella
- Agonopterix hyperiella
- Agonopterix hypomarathri
- Agonopterix iharai
- Agonopterix imbutella
- Agonopterix immaculana
- Agonopterix impurella
- Agonopterix incarnatella
- Agonopterix inoxiella
- Agonopterix intermediella
- Agonopterix intersecta
- Agonopterix invenustella
- Agonopterix irroata
- Agonopterix irrorella
- Agonopterix isabellina
- Agonopterix issikii
- Agonopterix japonica
- Agonopterix jezonica
- Agonopterix kaekeritziana
- Agonopterix karmeliella
- Agonopterix keltella
- Agonopterix kisojiana
- Agonopterix klimeschi
- Agonopterix knitschkei
- Agonopterix kotalella
- Agonopterix kuznetzovi
- Agonopterix lacteella
- Agonopterix laetella
- Agonopterix laterella
- Agonopterix latipalpella
- Agonopterix latipennella
- Agonopterix lecontella
- Agonopterix lennigiella
- Agonopterix leucadensis
- Agonopterix ligusticella
- Agonopterix linolotella
- Agonopterix liodryas
- Agonopterix littoralis
- Agonopterix liturella
- Agonopterix liturosa
- Agonopterix l-nigrum
- Agonopterix lythrella
- Agonopterix marmotella
- Agonopterix melanarcha
- Agonopterix melancholica
- Agonopterix mendesi
- Agonopterix metamelopa
- Agonopterix mikomoensis
- Agonopterix minor
- Agonopterix miyanella
- Agonopterix monilella
- Agonopterix monotona
- Agonopterix montanella
- Agonopterix multiplicella
- Agonopterix muricolorella
- Agonopterix murmurans
- Agonopterix mutuurai
- Agonopterix nanatella
- Agonopterix nebulosa
- Agonopterix neoxesta
- Agonopterix nervosa
- Agonopterix nigrinotella
- Agonopterix nodiflorella
- Agonopterix nordlandica
- Agonopterix novaspersella
- Agonopterix nubiferella
- Agonopterix nyctalopis
- Agonopterix obscurana
- Agonopterix occaecata
- Agonopterix ocellana
- Agonopterix ochrocephala
- Agonopterix oenochroa
- Agonopterix oglatella
- Agonopterix oinochroa
- Agonopterix omelkoi
- Agonopterix ordubadensis
- Agonopterix oregonensis
- Agonopterix orthobathra
- Agonopterix pallidella
- Agonopterix pallidior
- Agonopterix pallorella
- Agonopterix panjaoella
- Agonopterix panurga
- Agonopterix parilella
- Agonopterix pavida
- Agonopterix peloritanella
- Agonopterix perezi
- Agonopterix pergandeella
- Agonopterix perpallorella
- Agonopterix perstrigella
- Agonopterix petasitae
- Agonopterix petasitis
- Agonopterix petraea
- Agonopterix peucedanella
- Agonopterix plummerella
- Agonopterix posticella
- Agonopterix probella
- Agonopterix propinquella
- Agonopterix prospicua
- Agonopterix prostratella
- Agonopterix pseudorutana
- Agonopterix psoraliella
- Agonopterix pteleae
- Agonopterix puella
- Agonopterix pullella
- Agonopterix pulverella
- Agonopterix pulvipennella
- Agonopterix punctata
- Agonopterix pupillana
- Agonopterix purpurea
- Agonopterix putrida
- Agonopterix putridella
- Agonopterix quadripunctata
- Agonopterix ragonoti
- Agonopterix ramosella
- Agonopterix rebeli
- Agonopterix remota
- Agonopterix respersella
- Agonopterix retiferella
- Agonopterix rhodochrella
- Agonopterix rhododrosa
- Agonopterix rhodogastra
- Agonopterix rhodoscelis
- Agonopterix rigidella
- Agonopterix rimulella
- Agonopterix robiniella
- Agonopterix rosaciliella
- Agonopterix roseocaudella
- Agonopterix roseoflavella
- Agonopterix rosiciliella
- Agonopterix rotundella
- Agonopterix rubescens
- Agonopterix rubidella
- Agonopterix rubricella
- Agonopterix rubripunctella
- Agonopterix rubristricta
- Agonopterix rubrociliella
- Agonopterix rubrolineella
- Agonopterix rubropunctella
- Agonopterix rubrovittella
- Agonopterix rutana
- Agonopterix rutella
- Agonopterix sabulatella
- Agonopterix sabulella
- Agonopterix salangella
- Agonopterix salevensis
- Agonopterix sanguinella
- Agonopterix sapporensis
- Agonopterix sarracenella
- Agonopterix schmidtella
- Agonopterix sciadopa
- Agonopterix scopariella
- Agonopterix scorpii
- Agonopterix selini
- Agonopterix senecionis
- Agonopterix seneciovora
- Agonopterix seniciella
- Agonopterix senicionella
- Agonopterix septicella
- Agonopterix seraphimella
- Agonopterix serrae
- Agonopterix signella
- Agonopterix silerella
- Agonopterix sileris
- Agonopterix simillimella
- Agonopterix solidaginis
- Agonopterix sparmanniana
- Agonopterix sparmanniella
- Agonopterix sparrmanniana
- Agonopterix spartiana
- Agonopterix squamosa
- Agonopterix stigmella
- Agonopterix straminella
- Agonopterix subliturella
- Agonopterix sublutella
- Agonopterix subpallorella
- Agonopterix subpropinquella
- Agonopterix subumbellana
- Agonopterix sumizome
- Agonopterix sutschanella
- Agonopterix tabghaella
- Agonopterix taciturna
- Agonopterix takamukui
- Agonopterix terinella
- Agonopterix testifica
- Agonopterix thapsiae
- Agonopterix thapsiella
- Agonopterix thelmae
- Agonopterix thoracica
- Agonopterix thurneri
- Agonopterix toega
- Agonopterix tolli
- Agonopterix triallactis
- Agonopterix trimenella
- Agonopterix tschorbadjiewi
- Agonopterix turbulentella
- Agonopterix ulicetella
- Agonopterix umbellana
- Agonopterix umbrana
- Agonopterix uniformata
- Agonopterix urzhumella
- Agonopterix ussuriella
- Agonopterix vaccinella
- Agonopterix vacciniella
- Agonopterix walsinghamella
- Agonopterix variabilis
- Agonopterix vasta
- Agonopterix vendettella
- Agonopterix venosata
- Agonopterix ventosella
- Agonopterix victori
- Agonopterix vinalis
- Agonopterix xylinopis
- Agonopterix yamatoensis
- Agonopterix yatesana
- Agonopterix yatiella
- Agonopterix ycatiella
- Agonopterix yeatiana
- Agonopterix yeatiella
- Agonopterix yeatsana
- Agonopterix yeatsii
- Agonopterix yomogiella
- Agonopterix zephyrella